# Isla Juncalito
Die Isla Juncalito ist eine Flussinsel in Südamerika.
Die im Río Uruguay gelegene Insel gehört zum Territorium Uruguays an der Grenze zu Argentinien. Sie befindet sich nordwestlich der Stadt Carmelo, unweit des Mündungsbereichs des Río Uruguay in den Río de la Plata und liegt schräg gegenüber der am linksseitigen Ufer etwas südlich gelegenen Stadt Colonia Esterella, des südlich davon befindlichen Flughafens Aeropuerto de Carmelo sowie der Mündung des Arroyo de las Víboras. Das der Westseite der Insel gegenüberliegende rechtsseitige Ufer des Río Uruguay wird dort von mehreren Armen des Mündungsdeltas des Río Paraná durchbrochen, so dass sich auch dort eine Insel gebildet hat, die argentinischem Staatsgebiet zuzuordnende Isla del Portugués. Einen Kilometer südlich der Isla Juncalito ist eine weitere, wesentlich größere Flussinsel vorzufinden, die Isla Juncal.